# 塞格贝格县
塞格贝格县（Kreis Segeberg）是德国石勒苏益格-荷尔斯泰因州的一个县，属于汉堡都会区，首府巴特塞格贝格。